# Nora Cornolle
Nora Cornolle, née le 6 décembre 1989 à Épinay-sur-Seine (Seine-Saint-Denis), est une pratiquante française de muay-thaï puis d'arts martiaux mixtes (MMA).

## Biographie
Née à Épinay-sur-Seine au quartier La Source-Les Presles, elle y vit toujours. Une fois décroché un bac littéraire, elle poursuit en classe préparatoire langues et sciences humaines au lycée Auguste-Blanqui à Saint-Ouen, puis obtient un master en communication au CELSA. Durant un stage d'étude en Thaïlande, elle s'initie au muay-thaï à 21 ans.
Attirée depuis sa jeunesse par les sports de combat mais freinée par sa famille, elle commence la pratique tardivement. Avec le club Puteaux Scorp Thaï, cela ne l'empêche pas d'être cinq fois championne de France, dont deux titres chez les professionnels, championne d’Europe et médaillée d’argent lors des Jeux mondiaux en 2022.
En 2018, elle se fait remarquer avec deux victoires en muay et en K-1 face à Mallaury Kalachnikoff, puis sa carrière connaît un temps d'arrêt avec le diagnostic d'une maladie auto-immune, la thyroïdite de Hashimoto, mais elle parvient à s'en accommoder par une préparation physique rigoureuse.
En 2022, après sa reprise en 2021 et une saison entière à allier et les compétitions internationales de Muay Thai et les combats professionnels de MMA, elle décidé de se concentrer exclusivement sur le MMA : « En muay thaï, les capacités d’évolution atteignent vite leur seuil et comme je souhaitais m’inscrire uniquement dans le circuit pro, j’avais besoin d’un nouveau défi, vivre une nouvelle aventure où j’avais de nouveau tout à prouver » et obtient 6 victoires pour une seule défaite. Le 2 septembre 2023 pour son premier combat à l'UFC, elle affronte la panaméenne Joselyne Edwards  au palais omnisports de Paris-Bercy et l'emporte contre la favorite.
Le 6 Avril 2024, Nora Cornolle combat pour la deuxième fois lors de la soirée UFC Fight Night à Las Vegas face à la Britannique Melissa Mullins et s’impose par KO à la deuxième reprise grâce à un coup de genou au foie.
Nora Cornolle est présente durant l'UFC Paris le 28 septembre 2024 face a Jacqueline Cavalcanti mais s'incline par décision partagé.
Elle fait son retour le 13 avril 2025, lors de l'UFC 314, face à Hailey Cowan, qu'elle soumettra au 2 round.

## Palmarès en arts martiaux mixtes
| 12 combats     | 9 victoires | 3 défaites |
| Par KO         | 6           | 0          |
| Par soumission | 2           | 0          |
| Sur décision   | 1           | 3          |

### Historique des combats
| Résultat | Record | Adversaire            | Méthode                                          | Événement                                   | Date              | Round | Temps | Lieu                           | Notes |
| -------- | ------ | --------------------- | ------------------------------------------------ | ------------------------------------------- | ----------------- | ----- | ----- | ------------------------------ | ----- |
| Défaite  | 9-3    | Karol Rosa            | Décision (unanime)                               | UFC sur ESPN : Taira contre Park            | 2 août 2025       | 3     | 5:00  | Las Vegas, Nevada, États-Unis  |       |
| Victoire | 9-2    | Hailey Cowan          | Soumission (étranglement rear naked)             | UFC 314 : Volkanovski contre Lopes          | 12 avril 2025     | 2     | 1:52  | Miami, Floride, États-Unis     |       |
| Défaite  | 8-2    | Jacqueline Cavalcanti | Décision (divisée)                               | UFC Fight Night: Moicano contre Saint Denis | 28 septembre 2024 | 3     | 5:00  | Paris, France                  |       |
| Victoire | 8-1    | Melissa Tonya Mullins | TKO (coups de genoux et coups de pied à la tête) | UFC Fight Night: Allen vs. Curtis 2 (en)    | 6 avril 2024      | 2     | 3:06  | Las Vegas, Nevada, États-Unis  |       |
| Victoire | 7-1    | Joselyne Edwards      | Décision                                         | UFC Fight Night: Gane vs. Spivac (en)       | 2 septembre 2023  | 3     | 5:00  | Paris, France                  |       |
| Victoire | 6-1    | Hassna Gaber          | TKO (Blessure à la jambe)                        | UAE Warriors 38                             | 17 mars 2023      | 1     | 2:45  | Abou Dabi, Émirats arabes unis |       |
| Victoire | 5-1    | Sanaa Mandar          | TKO (coups de poing)                             | UAE Warriors 37                             | 26 février 2023   | 1     | 2:47  | Abou Dabi, Émirats arabes unis |       |
| Victoire | 4-1    | Priscila de Souza     | TKO                                              | Hexagone MMA 6                              | 22 janvier 2023   | 2     | 2:25  | Paris, France                  |       |
| Victoire | 3-1    | Asmaa Abach           | TKO (coups de coude)                             | UAE Warriors 32                             | 16 septembre 2022 | 2     | 3:15  | Abou Dabi, Émirats arabes unis |       |
| Victoire | 2-1    | Juliet Chukwu         | Soumission (Rear naked choke)                    | Benin FC 7                                  | 23 avril 2022     | 1     | 3:25  | Cotonou, Benin                 |       |
| Victoire | 1-1    | Marie Loiseau         | TKO (Ground and pound)                           | Gladiator Fighting Arena 13                 | 2 avril 2022      | 1     | 4:16  | Nîmes, France                  |       |
| Défaite  | 0-1    | Jacqueline Cavalcanti | Décision                                         | FFA Challenge 2                             | 10 juillet 2021   | 3     | 5:00  | Maurepas, France               |       |